# 尼斯特-默伦多夫
尼斯特-默伦多夫是德国莱茵兰-普法尔茨州的一个市镇。总面积2.97平方公里，总人口320人，其中男性156人，女性164人（2011年12月31日），人口密度108人/平方公里。